# Kuchva
La Kuchva (in russo Кухва?; in lingua letgalla: Kūkova) è un fiume della Lettonia e della Russia nord-occidentale, affluente di sinistra della Velikaja. Scorre attraverso la Letgallia (Lettonia occidentale) e l'oblast' di Pskov (Russia). Appartiene al bacino del Mar Baltico.

## Descrizione
Il fiume ha origine dal lago Numerne, nel comune di Kārsava, e scorre prima a est, poi principalmente verso nord nei comuni di Balvi e Viļaka (Lettonia) che confinano con il distretto Pytalovskij dell'oblast' di Pskov. Entrato in Russia scorre in direzione nord-est, parallelo al corso della Utroja. Sfocia nella Velikaja a 85 km dalla foce, 2 chilometri a valle della foce dell'Utroja. Ha una lunghezza di 106 km; l'area del suo bacino è di 828 km².